# Armand-Dailly
Pour les articles homonymes, voir Dailly (homonymie).
Alexandre-Michel Dailly, dit Armand-Dailly, est un acteur français né à Paris le 17 octobre 1777 et mort à Paris 1er le 10 septembre 1848.

## Biographie
Fils d'un joaillier parisien, il fit partie de la troupe du Théâtre de l'Odéon puis du Gymnase avant d'entrer à la Comédie-Française en 1824.
Marié en 1806 avec Pierrette-Alexandrine Iwanovski fille d'un valet de chambre du duc de Berry au chateau de Versailles, sa fille Nathalie-Sophie (1810-1895) deviendra en 1830 l'épouse du peintre Henri Frédéric Schopin (1804-1880), Grand Prix de Rome en 1831, chevalier de la Légion d'Honneur en 1854.
Il est inhumé avec 6 autres comédiens dans la sépulture de la Comédie-Française au cimetière Montmartre (19e Division).

## Théâtre

### Carrière à laComédie-Française
Entrée en 1824
Nommé 250e sociétaire en 1831
Départ en 1843
(source : Base documentaire La Grange sur le site de la Comédie-Française)
- 1824 : Le Barbier de Séville de Beaumarchais : La Jeunesse ; Bazile
- 1824 : Tartuffe de Molière : M. Loyal
- 1824 : Le Méchant malgré lui de Théophile Dumersan : Saint-Albin
- 1824 : Le Misanthrope de Molière : Basque
- 1824 : La Saint-Louis à Sainte-Pélagie de Jean-Baptiste-Pierre Lafitte : Castellac
- 1824 : Eugénie de Beaumarchais : Robert
- 1824 : Le Mari à bonnes fortunes de Casimir Bonjour : Francisque
- 1824 : Une journée de Charles V de Nicolas-Paul Duport : un homme du peuple
- 1824 : Marie ou la Pauvre fille de Sophie Gay : Germain
- 1824 : Le Tardif de Justin Gensoul : Léveillé
- 1825 : Les Plaideurs de Jean Racine : Dandin
- 1825 : Guerre ouverte ou Ruse contre ruse de Dumaniant : Lolive
- 1825 : La Correspondance d'Alexandrine-Sophie de Bawr : un domestique
- 1825 : L'Héritage d'Édouard Mennechet : Lafleur
- 1825 : Le Roman d'Alexandre-Joseph-Jean de la Ville de Mirmont : Rolin
- 1825 : Le Béarnais de Ramond de la Croisette, Fulgence de Bury et Paul Ledoux : Rigaulot
- 1825 : La Fantasque d'Onésime Leroy : Placide
- 1825 : La Princesse des Ursins Alexandre Duval : le chevalier
- 1826 : L'Amitié des deux âges de Henri Monier de La Sizeranne : Picard
- 1826 : La Petite maison de Mélesville : Bidulph
- 1826 : Pauline de Théophile Dumersan : Pierre
- 1826 : L'Agiotage de Louis-Benoît Picard et Adolphe Simonis Empis : le marquis Fugaccio
- 1826 : Le Duel de Léon Halévy : Séraphin
- 1826 : L'Argent de Casimir Bonjour : François
- 1826 : Le Jeune mari d'Édouard-Joseph-Ennemond Mazères : John
- 1826 : Les Précieuses ridicules de Molière : deuxième porteur
- 1827 : La Mère coupable de Beaumarchais : Guillaume
- 1827 : Lambert Simnel ou le Mannequin politique de Louis-Benoît Picard et Adolphe Simonis Empis : le geôlier
- 1827 : Racine d'Auguste Brizeux et Philippe Busoni : Dumont
- 1828 : Molière de François Dercy : Leclair
- 1828 : Le Mariage de Figaro de Beaumarchais : Grippesoleil ; puis Bridoison ; puis Pédrille
- 1828 : Olga ou l'Orpheline moscovite de Jacques-François Ancelot : un hussard
- 1828 : La Duchesse et le page d'Antony Béraud : Fritz
- 1828 : L'Espion de Jacques-François Ancelot et Édouard-Joseph-Ennemond Mazères d'après James Fenimore Cooper : Williams
- 1829 : Isabelle de Bavière d'Étienne-Léon de Lamothe-Langon : troisième bourgeois
- 1829 : Henri III et sa cour d'Alexandre Dumas : Bussy-Leclerc
- 1829 : Le Menuisier de Livonie ou les Illustres voyageurs d'Alexandre Duval : Birmann
- 1829 : Le Protecteur et le mari de Casimir Bonjour : Brice
- 1829 : La Petite ville de Louis-Benoît Picard : François
- 1830 : Le Collatéral ou la Diligence de Joigny de Louis-Benoît Picard : André
- 1830 : La Belle-mère et le gendre de Joseph-Isidore Samson : Paul
- 1830 : L'Envieux de Hyacinthe Dorvo : Simplot
- 1830 : La Dame et la demoiselle d'Adolphe Simonis Empis et Édouard-Joseph-Ennemond Mazères : Lefebvre
- 1831 : Un jeu de la fortune ou les Marionnettes de Louis-Benoît Picard : Léonard
- 1831 : Les Intrigants ou la Congrégation d'Alexandre-Jean-Joseph de La Ville de Mirmont : François
- 1831 : Naissance, fortune et mérite de Casimir Bonjour : Buteux
- 1831 : Camille Desmoulins de Henri-Louis Blanchard et Julien de Mallian : Dominique
- 1831 : La Crainte de l'opinion d'Émile Barrault : Roger
- 1831 : Dominique ou le Possédé de Jean-Baptiste-Rose-Bonaventure Violet d'Épagny et Jean-Henri Dupin : Georges
- 1831 : Les Préventions de Jean-Baptiste-Rose-Bonaventure Violet d'Épagny et Jean-Henri Dupin : Gaspard
- 1831 : Les Deux Philibert de Louis-Benoît Picard : Comtois
- 1831 : La Famille de Lusigny de Frédéric Soulié et Adolphe Bossange : Pontigny
- 1831 : Josselin et Guillemette de Jean-Baptiste-Rose-Bonaventure Violet d'Épagny : Gerfaut
- 1832 : Le Prince et la grisette d'Auguste Creuzé de Lesser : l'abbé
- 1832 : Les Ricochets de Louis-Benoît Picard : Lafleur
- 1832 : L'Alcade de Molorido de Louis-Benoît Picard : Juan
- 1832 : Le Voyage interrompu de Louis-Benoît Picard : La Motillière
- 1833 : La Jalousie du Barbouillé de Molière : Villebrequin
- 1833 : Le Presbytère de Casimir Bonjour : Baudet
- 1833 : Le Marquis de Rieux de Jean-Baptiste-Rose-Bonaventure Violet d'Épagny et Henri Dupin : Thomas
- 1833 : L'Alibi d'Alexandre de Longpré : un commissaire
- 1834 : Les Éphémères de Louis-Benoît Picard et François Dercy : Passerose
- 1834 : Une liaison d'Adolphe Simonis Empis et Édouard-Joseph-Ennemond Mazères : Fritz
- 1835 : Le Bourgeois gentilhomme de Molière : Covielle
- 1835 : Richelieu ou la Journée des dupes de Népomucène Lemercier : Grasseau
- 1835 : Charlotte Brown d'Alexandrine-Sophie de Bawr : Goesmann
- 1835 : Le Voyage à Dieppe d'Alexis-Jacques-Marie Vafflard et Fulgence de Bury : D'Herbelin
- 1835 : Un moment d'imprudence d'Alexis-Jacques-Marie Vafflard et Fulgence de Bury : Henri
- 1835 : Don Juan d'Autriche de Casimir Delavigne : Ginès
- 1835 : George Dandin de Molière : Colin
- 1836 : La Comtesse d'Escarbagnas de Molière : Criquet
- 1837 : La Camaraderie ou la Courte échelle d'Eugène Scribe : Dutillet
- 1837 : Le Château de ma nièce de Virginie Ancelot : Gombaud
- 1838 : Marion de Lorme de Victor Hugo : le crieur
- 1838 : L'Attente de Marie Senan : Joseph
- 1838 : Les Adieux au pouvoir Jean-Baptiste-Rose-Bonaventure Violet d'Épagny et Théodore d'Aubigny :  Tourneberg
- 1839 : L'Ami de la maison de Jules Cordier : Joseph
- 1840 : La Calomnie d'Eugène Scribe : Belleau
- 1840 :  La Maréchale d'Ancre d'Alfred de Vigny : premier laquais
- 1840 : Les Souvenirs de la marquise de V. de Narcisse Fournier et Auguste Arnould : Julien
- 1840 : Eudoxie ou le Meunier de Harlem de Théaulon de Lambert et Alissan de Chazet : Petrus
- 1840 : Lautréamont de Prosper Dinaux et Eugène Sue : premier échevin
- 1842 : Monsieur de Maugaillard de Joseph-Bernard Rosier et Auguste Arnould : Julien